# Ingrid Losert
Ingrid Losert (* 30. Dezember 1958 in Freiburg im Breisgau) ist eine ehemalige deutsche Florettfechterin, deutsche Meisterin und zweifache Vizeweltmeisterin im Florettfechten. Sie focht bei der Freiburger Turnerschaft von 1844, in der ihr Vater Josef Fechtmeister war.

## Leben und Erfolge
Losert stammt aus einer Fechterfamilie, ihr aus Österreich stammender Vater war Mannschafts-Vizeweltmeister, mehrfacher österreichischer Staatsmeister und nach dem Anschluss Österreichs deutscher Meister im Florettfechten im Jahr 1943. Später war er Universitätsfechtlehrer in Freiburg. Ihr Onkel Rudolf sowie ihr Bruder Roland Losert, Degenweltmeister 1963, waren ebenfalls erfolgreiche Fechter.
Mit sieben Jahren begann Losert mit dem Fechten, 1975 wurde sie Dritte bei den Juniorenweltmeisterschaften in Mexiko, 1976 österreichische Staatsmeisterin. Im Jahr 1981 gewann sie schließlich die Deutschen Meisterschaften, ein Jahr später wurde sie nochmals Dritte. Auf internationaler Ebene gewann Losert mehrere Weltmeisterschaftsmedaillen mi der deutschen Florettnationalmannschaft. Bei den Fechtweltmeisterschaften 1981 sowie 1983 wurde sie Vizeweltmeisterin, 1979 und 1982 Dritte. Die Mannschaften bestanden neben Losert immer aus Cornelia Hanisch und Sabine Bischoff, sowie aus Ute Wessel (1979, 1981, 1983), Jutta Höhne (1979) und Christiane Weber (1982, 1983).
1978 begann Losert ein Studium der englischen, französischen und spanischen Sprache.